# یاسمین فیزیچ
 یاسمین فیزیچ (انگلیسی: Jasmin Fejzić؛ زاده ۱۵ مهٔ ۱۹۸۶) یک بازیکن فوتبال اهل بوسنی و هرزگوین است.